# Lucília do Carmo
Lucília Nunes Ascensão do Carmo (* 4. November 1919 in Portalegre; † 19. November 1998 in Cascais) war eine portugiesische Fado-Sängerin und Mutter des Fadosängers Carlos do Carmo.

## Leben
Sie kam im Alter von fünf Jahren mit ihrer Familie nach Lissabon, wo sie am 1. April 1937 zum ersten Mal öffentlich sang. Sie erlangte Popularität durch ihre Auftritte im Radio und in den Fadolokalen Lissabons. Schallplattenaufnahmen hat sie dabei ungewöhnlich wenig gemacht.
Ihre Tourneen führten sie durch Brasilien und nach Mosambik, der damaligen portugiesischen Kolonie, bevor sie 1947 mit ihrem Mann zusammen ein Fadolokal erwarb, dass sie kurz später O Faia nannten und bis heute im Familienbesitz ist. Es gehört zu der Reihe von Lokalen, in denen der Fado der 40er bis 60er Jahre in Lissabon aufblühte. Der einflussreichste Fadista seiner Zeit, Alfredo Marceneiro, einer ihrer Bewunderer und häufiger Gastsänger im Faia, sagte über sie: „Für mich ist sie ein Klassiker des Fado.“
Mit 60 gab sie das Singen auf. Sie erkrankte an Alzheimer und starb im Alter von 79 Jahren. Die Totenwache wurde im Fadomuseum in der Lissabonner Alfama abgehalten, und am 20. November 1998 wurde sie auf dem Friedhof von Prazeres beerdigt.

## Diskografie
- Fado Lisboa: an evening at the "Faia" (1974) mit ihrem Sohn Carlos do Carmo
- Lucília do Carmo (1978)
- O melhor de Lucília do Carmo (1990)
- Fado em Tom Maior (1995) Sammlung von Aufnahmen mit ihrem Sohn
- Maria Madalena (1997)
- Biografias do Fado (1998)

neben weiteren, zweitrangigen Veröffentlichungen